# Anselme Bellegarrigue
Anselme Bellegarrigue foi um jornalista e propagandista anarquista individualista nascido na França, em Toulouse, entre os anos de 1820 a 1825, e morreu no final do século XIX. Publicou o primeiro periódico a adotar o rótulo de anarquista, L'Anarchie: Journal de l'Ordre, em abril de 1850. Foi editor e diretor deste projeto, que teve apenas duas edições. Bellegarrigue apresentava sua ideia como sempre focado nos problemas como documentário pensativos para ler e refletir.

## Biografia
Anselme Bellegarrigue fez uma breve passagem pela história anarquista, mas pouco se sabe sobre sua vida antes da véspera de 1848. Chegou a Paris em 23 de fevereiro de uma viagem nos Estados Unidos.
Bellegarrigue parece ter deixado Paris pouco tempo depois, ele publicou em Toulouse o primeiro de seus trabalhos um panfleto intitulado (de fato! na verdade)
Durante 1849 Bellegarrigue estava a escrever artigos atacando a República em um jornal de Toulouse, La Civilization, mas no início de 1850 foi morar na pequena aldeia de Mézy, próximo a Paris, onde, com amigos que tinham formado uma Associação de Pensadores livres, ele criou uma comunidade dedicada à vida natural. Suas atividades aparentemente ser inofensivas, mas mesmo assim chamou a atenção e um dos membros do grupo, Jules Cledat, foi preso, e em seguida a comunidade se desfez.
Bellegarrigue voltou a Paris, onde ele fez revista mensalcom matérias sobre suas ideias. O primeiro número de L'Anarchie: Oficial de l'Ordre lançou em abril 1850, foi o primeiro adotar totalmente o rótulo de anarquista, e Bellegarrigue tinha as funções de gerente, editor, e contribuinte individual. Pela falta de funcionários, apenas duas questões de L'Anarchie apareceu e, apesar de mais tarde Bellegarrigue planejado um Almanach de l'Anarchie que não tem dados de ter sido publicado. Pouco tempo depois, Bellegarrigue desapareceu na América Latina, onde se diz ter sido um professor em Honduras.
Bellegarrigue ficou perto de Stirner, no final do espectro individualista anarquista. Ele se distanciou de todos os revolucionários políticos da época de 1848, e até mesmo Proudhon, a quem ele se assemelhava em muitas de suas ideias
Bellegarrigue falava sobre egoísmo solipsista.
Bellegarrigue absorveu à tradição anarquista central em sua ideia da sociedade como natural ele dizia: O povo, uma vez esclarecido, deve agir por contra própria sem influência, ter sua própria opinião.
Esta concepção de revolução pela desobediência civil a uma desconfiança que na América Bellegarrigue pode ter feito contato com, pelo menos, as ideias de Thoreau, e há muitas coisas que antecipa o anarquismo individualista americano Bellegarrigue na posse da liberdade, embora esta é claro que ele compartilhada com Proudhon. Sua ideia da progressão dos locais gratuitamente individuais ele claramente fora da tendência coletivista do anarquismo.
Ele trabalha e, portanto, ele especula, especula e, por isso ele ganha, ele ganha e, portanto, que ele possui, ele possui e, portanto, ele está livre. Da posse, ele se apresenta em uma oposição de princípio ao estado, para a lógica do estado rigorosamente exclui a posse individual.
Ele, portanto estava livre. Da posse ele se declarava em uma oposição de princípio de governo ele era totalmente contra o governo